# 대사 (연극)
대사(臺詞)는 배우가 연극과 창작물의 극중에서 등장인물이 하는 말이다. 혼자하는 대사를 독백 또는 모놀로그라고도 한다.